# Bogumir Doležal
Bogumir (Bogomir) Doležal (Bjelovar, 1889. − Zagreb, 1959.),  hrvatski športski dužnosnik (nogomet, plivanje, biciklizam, olimpizam), pionir športa, športski novinar, športski statističar, bivši Hajdukov predsjednik, hazenaški trener i športski sudac, športski entuzijast, športaš i višegodišnji tajnik splitske općine.

## Životopis
Rodio se je u Bjelovaru. Visoki dužnosnik u Hajduku još prvih godina postojanja kluba. Obnašao je dužnost klupskog tajnika od 1913. do 1920. godine, nakon čega je prešao na višu dužnost potpredsjednika. Potpredsjednik je ponovo ostao 1933. godine sve do 1936. te onda opet od 1938. godine. Bio je predsjednik Splitskog nogometnog podsaveza 1925. godine. I kad nije bio dužnosnik, bio je u Hajdukovoj upravi. 
Osim u Hajduku, bio je aktivan i u olimpizmu. Prvi je izabrani odbornik iz Splita u novoosnovanom Jugoslavenskom olimpijskom odboru u Zagrebu 1919. godine. Sljedeće je godine Doležal izabran za potpredsjednika Olimpijskog pododbora u Splitu. Povodom olimpijskog dana diljem države održavali su se športski susreti na kojima je Doležal s Fabjanom Kaliternom bio sudac.
Ožujka 1919. bio je potpora Luki Kaliterni kad je ovaj oformio Hajdukovu omladinsku školu, prvu u Hrvata. Radio je i za druge športove. 1919. godine jedan je od pokretača obnove rada veslača splitskog Gusara. Kad je osnovan Biciklistički klub Split 1921. godine, Doležal je bio u klupskom Časnom sudu. Početkom 1922. kad je Hajduk osnovao sekciju za žensk športove, Doležalovom zaslugom prvi šport u toj sekciji bila je hazena. Doležal je prvi vodio Hajdukove hazenašice. 
Angažirao se u novinstvu radi populariziranja športa u Splitu. Pokrenuo je i uređivao list Jadranski šport koji je izlazio od 1920. do 1923. godine. Te 1920., koja je bila bitna za Doležala, sazvao je osnivačku skupštinu Splitskog nogometnog podsaveza, kojem je 1922. postao potpredsjednik. Dužnost je obnašao do 1928. godine. Tijekom mandata potpredsjednika postao je i predsjednik sudačke organizacije pri Splitskom nogometnom podsavezu. Dužnost je obnašao od 1924. do 1930. godine. 
Tih je 1920-ih angažirao se u vodenim športovima. Od rujna 1921. je u Plivačkom športskom klubu Baluni kojem je bio član uprave do 1923. godine.
Dok je boravio u Zemunu, uredno je vodio klupske statistike, što se pokazalo vrlo bitnim kad su za rata uništene ili nestale klupske ili arhive športskih ustanova. Zahvaljujući Doležalovim pedantnim vođenjima, statistika prvih desetljeća Hajduka sačuvana je i sve poslije nadograđivale su se na Doležalov rad. 
Posao ga je odveo u Zagreb, no nastavio je djelovati za Hajduka. Predsjedavao je Hajdukovim povjereništvom. Osim toga obnašao je dužnosti u ondašnjem Plivačkom savezu Hrvatske, današnjem Hrvatskom plivačkom savezu.